# Nowosybirska Państwowa Filharmonia
Nowosybirska Państwowa Filharmonia (ros. Новосибирская государственная филармония) – filharmonia znajdująca się w rosyjskim mieście Nowosybirsk. Jej siedziba mieści się w tzw. Domu Lenina. Jedna z największych tego typu instytucji w Federacji Rosyjskiej. 

## Historia
Nowosybirski Filharmonia została powołana do życia 1 stycznia 1937 roku. Początkowo jej siedziba znajdowała się w jednym z budynków zlokalizowanych na terenie Parku Centralnego. Zwrotnym momentem w rozwoju instytucji był atak Niemiec na ZSRR w 1941 roku. Od 3 września 1941 do 4 czerwca 1944 roku do Nowosybirska ewakuowano Orkiestrę Symfoniczną Filharmonii Leningradzkiej, którą kierował słynny dyrygent Jewgienij Mrawinski. Obecność tak znamienitej orkiestry sprawiła, że życie muzyczne w syberyjskiej metropolii, mimo trudów wojny, rozkwitło. To właśnie tu odbyła się sowiecka premiera VII Symfonii oraz światowa prapremiera VIII Symfonii autorstwa Dmitrija Szostakowicza. Przez czas wojenny w Nowosybirsku zagrano łącznie 5520 różnych koncertów, od 1941 roku działacze Nowosybirskiej Filharmonii zaczęli organizować także otwarte wykłady na temat historii i teorii muzyki. 
Po zakończeniu II wojny światowej Nowosybirska Filharmonia nadal się rozwijała. Powstała m.in. Wielka Sala Filharmonii, a w 1956 roku założona została Akademicka Orkiestra Symfoniczna Nowosybirskiej Filharmonii. Orkiestra ta stała się szczególną chlubą filharmonii, koncertowała w większości największych miast Rosji, a także odwiedziła wiele obcych państw, m.in. Włochy, Austrię, Wielką Brytanię, Niemcy, Japonię, Chińską Republikę Ludową, Bułgarię, Hiszpanię, Holandię, Szwajcarię, Francję, Portugalię i inne kraje. W 1985 roku Nowosybirska Państwowa Filharmonia otrzymała nową siedzibę, którą stał się tzw. Dom Lenina w Nowosybirsku. W związku z przenosinami Nowosybirskiej Filharmonii do Domu Lenina rozgorzały dyskusje, szczególnie wśród sympatyków i zwolenników systemu sowieckiego, czy instytucja ta jest godna mieścić się w budynku poświęconym pamięci Włodzimierza Lenina. Władze filharmonii planowały początkowo zmienić oficjalną nazwę budynku (np. na Dom Muzyki), ale w obawie przed protestami wycofały się z tego pomysłu. 

## Nowosybirska Filharmonia obecnie
Każdego miesiąca Nowosybirska Państwowa Filharmonia organizuje około pięćdziesięciu koncertów w różnych obiektach na terenie syberyjskiej metropolii. Rocznie grupy związane z filharmonią dają około 2000 koncertów różnego typu, zarówno na terenie miasta jak i na obszarze obwodu nowosybirskiego. W swej głównej siedzibie filharmonia dysponuje salą, mogącą pomieścić łącznie 444 widzów. Filharmonia dysponuje także własną biblioteką, archiwum oraz muzeum. 

## Wybrane grupy artystyczne Nowosybirskiej Filharmonii
W skład Nowosybirskiej Państwowej Filharmonii wchodzą m.in. następujące grupy:
- Nowosybirska Akademicka Orkiestra Symfoniczna
- Chór Kameralny
- Orkiestra Kameralna
- Kwartet "Filharmonica"
- Orkiestra jazzowa "Syberyjski Dixieland"
- Rosyjska Akademicka Orkiestra
- Grupa "Syberyjski Brass"
- Grupa muzyki dawnej "Insula Magica"
- Chór ludowy i inne[8]